# Idealisering (psykologi)
Idealisering avser inom psykologin en sorts försvarsmekanism. Den räknas som en lätt verklighetsförvrängd nivå på DSM:s skala för livshanteringsstrategier, det vill säga nivå 4 av 7 där 7 är psykotisk nivå.